# Homo consumericus

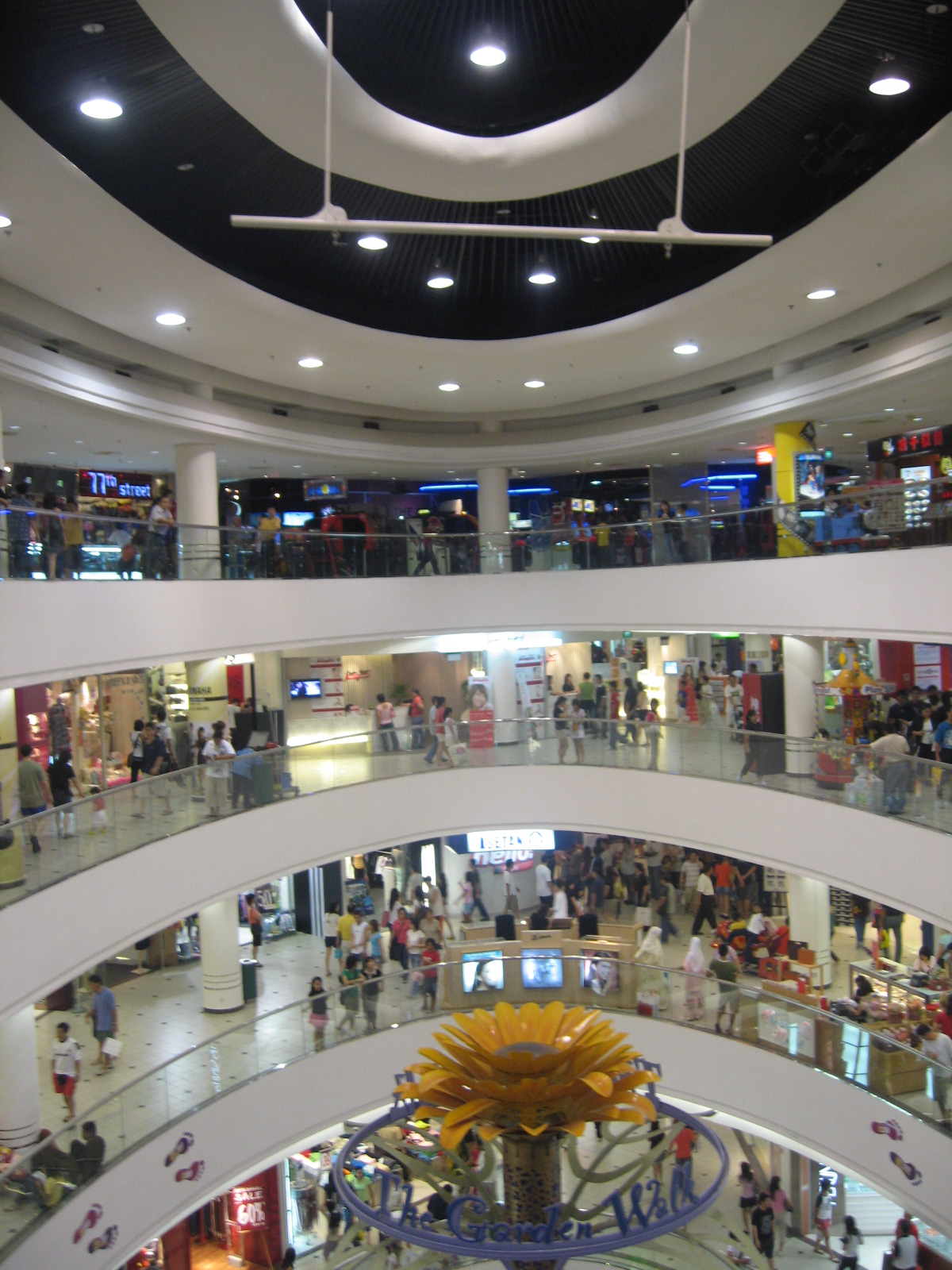
Los modernos centro comerciales han sido señalados como las Catedrales del Consumo.

Homo consumericus (latinazgo utilizado para describir una persona consumista) es un neologismo utilizado en ciencias sociales, y especialmente por Gad Saad en su libro The Evolutionary Bases of Consumption y en el de Gilles Lipovetsky Le Bonheur Paradoxal. De acuerdo con estos y otros académicos, el fenómeno del consumo de masas podría ser comparado con ciertos rasgos de la psicología humana descritos por científicos evolucionistas que señalan ciertas similitudes entre el darwinismo y el consumo de masas. Lipovetsky ha señalado que los tiempos modernos han traído consigo un tercer tipo de Homo comsumericus que es al mismo tiempo impredecible e insaciable.